# Dyspteris breviataria
Dyspteris breviataria là một loài bướm đêm trong họ Geometridae.